# Калина Балабанова
Калина Петрова Балабанова е български политик. Народен представител от парламентарната група на Атака в XLII народно събрание и XLIII народно събрание. Член на младежката структура на Атака.

## Биография
Калина Балабанова е родена на 10 февруари 1990 година в град София. Завършва компютърни системи и технологии на немски език в Технически университет – София.
На парламентарните избори през 2013 година е втора в листата на партия Атака за 8 МИР Добрич. Успява да влезе в парламента, след като първият от листата – Николай Александров решава да бъде народен представител от 3-ти МИР Варна.
На парламентарните избори през 2014 е трета в листата на партия Атака за 3 МИР Варна. Успява да влезе в парламента, след като първият – Волен Сидеров влиза от 25 МИР София, а втората – Магдалена Ташева – от 17 МИР Пловдив окръг.
След сформирането на „Обединени патриоти“ тя отказва да бъде вписана в техните листи за парламентарните избори и напуска политиката.